# Bazhong
Bazhong, tidigare romaniserat Pachung, är en stad på prefekturnivå i Sichuan-provinsen i sydvästra Kina.

## Administrativ indelning
Bazhong indelas i två stadsdistrikt och tre härad:
- Stadsdistriktet Bazhou - 巴州区 Bāzhōu Qū ;
- Stadsdistriktet Enyang - 恩阳区 Ēnyáng Qū ;
- Häradet Tongjiang - 通江县 Tōngjiāng Xiàn ;
- Häradet Nanjiang - 南江县 Nánjiāng Xiàn ;
- Häradet Pingchang - 平昌县 Píngchāng Xiàn.